# 丹尼爾·杜博夫
丹尼爾·德米特里耶維奇·杜博夫（俄語：Даниил Дмитриевич Дубов；英語：Daniil Dmitrievich Dubov ; 1996年4月18日—）是俄罗斯西洋棋特級大师。他六歲便開始下棋，2011年時，他以14岁11个月又14天的年齡取得了特級大师头衔。他赢得了2018年12月26日至28日在圣彼得堡举行的世界快棋锦标赛，是前世界快棋冠軍。2019年，他畢業於俄羅斯國立社會大學。截至2021年12月，他在世界排名第24。
2022年3月，杜博夫与其他43名俄罗斯菁英棋手共同签署了致俄罗斯总统普丁的公开信，反對2022年俄罗斯入侵乌克兰，表达对乌克兰人民的声援。

## 西洋棋生涯

### 2009年
他赢得了2009年俄罗斯十六歲以下快棋和超快棋全國冠军。

### 2016年
杜博夫在2016年多哈世界快棋锦标赛上获得铜牌。

### 2018年
杜博夫是2018年西洋棋世界冠軍赛裡马格努斯·卡尔森的副手之一。
12 月，杜博夫领先卡尔森、沙克里亚尔·马梅迪亚洛夫和中村光，赢得了世界快棋锦标赛。

### 2020年
杜博夫在12月30日的Airthings Masters四強赛中以2.5-0.5的比分击败了馬格努斯·卡爾森。
杜博夫参加了2020年俄罗斯西洋棋锦标赛，得分為6.5/11，獲得第四名。

### 2021年
在2021年西洋棋世界冠軍赛中，他再次担任马格努斯·卡尔森的副手，对陣扬·涅波姆尼亚希。俄羅斯西洋棋特級大師谢尔盖·卡尔亚金 (Sergey Karjakin) 和谢尔盖·希波夫 (Sergei Shipov) 批评了这一点，称他不应该在与俄罗斯同胞的比赛中帮助非俄罗斯人，希波夫更表示，杜博夫未来不应该为俄罗斯國家隊效力。杜博夫回应说，他认为这是两个人之间的比赛，並非兩個國家之間。与卡尔森合作会提高他的西洋棋水平，从而帮助俄罗斯队。
12月29-30日，杜博夫参加了世界超快棋锦标赛，以14.5/21分获得第四名。

## 著名棋局
- Dubov, D. vs Svane, R. 2019年，喬治亞巴统，第 22 届欧洲团体锦标赛第7轮：杜博夫找到了十三步內的強制將死。[11]
- Dubov, D. vs Karjakin, S. 2020年，俄罗斯莫斯科，俄罗斯锦标赛超级决赛第1 轮：杜博夫在开局时下了一个新奇的策略，然后牺牲了他的女王以击败對手。[12]